# Éric Sikora
Éric Sikora (ur. 4 lutego 1968 w Courrières) – francuski piłkarz polskiego pochodzenia, całą karierę spędził w RC Lens.